# Luigi Felice Rossi
Luigi Felice Rossi (Brandizzo, Piamonte, 1805 - Turín, 1863) fue un compositor italiano.
Dedicado por sus padres al estado eclesiástico, siguió algunos cursos en el Seminario de Turín, pero, llevado por su afición a la música, abandonó dicho seminario para consagrarse al arte musical.
En 1835 presentó en Turín la ópera Gli Avventurieri, que alcanzó un escaso éxito, lo que le hizo comprender que no era el género dramático lo que más convenía a su talento. En cambio, destacó en el religioso, como dan fe sus numerosas composiciones en este género, especialmente sus misas solemnes; un Réquiem; el oratorio Le sette parole; un Te Deum; un Magnificat, y varios salmos y motetes.
También se distinguió como musicógrafo y como profesor. Colaboró en la Enciclopedia popolare y en el Gran Dizionario della lingua italiana, de Tomasco, y tradujo al italiano el Curso de contrapunto y fuga de Luigi Cherubini; el Tratado de composición, de Anton Reicha, y los Estudios de contrapunto de Ludwig van Beethoven.